# داميان ويليام
داميان ويليام (بالإنجليزية: Damian Hale)‏ هو لاعب كرة قدم أسترالية وسياسي أسترالي، ولد في 28 ديسمبر 1969 في إبسوتش في أستراليا. حزبياً، نشط في حزب العمال الأسترالي. وقد انتخب عضو مجلس النواب الأسترالي عن دائرة Division of Solomon ‏ (24 نوفمبر 2007 – 21 أغسطس 2010).